# Marquesado de Espinardo
El marquesado de Espinardo es un título nobiliario español, creado por real despacho de 7 de agosto de 1627, con el vizcondado previo de Monteagudo el 24 de octubre de 1626, por el rey Felipe IV de España, a favor de Juan Fajardo de Tenza. Juan Fajardo de Tenza pertenecía a la «rama segundona y bastarda de los Vélez (...) por descender de Diego Fajardo y Córdoba, el hijo menor del II marqués de los Vélez grande de España de primera clase y I marqués de Molina; y bastarda porque su auténtico fundador [de la casa de Espinardo] fue (...) Luis Fajardo y Ruiz de Avendaño (...) espurio del citado marqués».

## Denominación
Su nombre hace referencia a la antigua villa de Espinardo, en el reino de Murcia, hoy distrito de la ciudad de Murcia, en la región de Murcia.

## Feudo
Estaba conformado territorialmente por los términos municipales de Ontur y Albatana y el lugar de Mojón Blanco, pertenecientes a los Campos de Hellín, en la provincia de Albacete, más Espinardo, perteneciente a Murcia, la Huerta de Murcia, Vega de Morata y Ceutí, situados en la Vega Media del Segura, y Monteagudo, perteneciente a la Huerta de Murcia, en la región de Murcia.

## Armas
En campo de oro, tres peras de su color, con sus ramas de sinople, puestas en roquete, bordura de gules cargada de ocho cruces de oro (de Tenza, del reino de Murcia, señores de Espinardo), conforme usadas en sus palacios por estos titulares.

## Marqueses de Espinardo
|                        | Titular                                                               | Periodo                |
| Creación por Felipe IV | Creación por Felipe IV                                                | Creación por Felipe IV |
| ---------------------- | --------------------------------------------------------------------- | ---------------------- |
| I                      | Juan Fajardo de Tenza                                                 | 1626-1631              |
| II                     | Diego Ambrosio Fajardo de Guevara y Córdoba                           | 1631-1649              |
| III                    | Luisa Antonia Fajardo de Guevara y Córdoba                            | 1649-1652              |
| IV                     | Juan Manuel Fajardo de Guevara                                        | 1652-1654              |
| V                      | Juan Antonio Fajardo de Guevara                                       | 1654-1663              |
| VI                     | José de Guevara Fajardo y Duque de Estrada                            | 1663-1680              |
| VII                    | Ana María Ortiz de Zúñiga Leyva y Fajardo                             | 1680-1695              |
| VIII                   | Juan Alonso de Vera Alburquerque y Fajardo                            | 1695-1748              |
| IX                     | Diego Manuel de Vera Fajardo y Varona                                 | 1748-1758              |
| X                      | Francisco Antonio de Vera Tenza Fajardo y Quiñones                    | 1758-¿?                |
| XI                     | Joaquín Alonso Vera de Aragón Tenza y Saurín                          | ¿?-1787                |
| XII                    | María Francisca de Asís Vera de Aragón y Manuel de Villena            | 1787-1836              |
| XIII                   | Joaquín María Fernández de Córdoba y Vera de Aragón                   | 1836-1857              |
| XIV                    | María de la Soledad Antonia Fernández de Córdoba y Bernaldo de Quirós | 1857-1897              |
| XV                     | María de Lourdes Escrivá de Romaní y Sentmenat                        | 1897-1950              |
| XVI                    | María del Pilar Díez de Rivera y Escrivá de Romaní                    | 1950-1982              |
| XVII                   | Pascual de Churruca y Díez de Rivera                                  | 1983-presente          |

## Historia de los marqueses de Espinardo
- Juan Fajardo de Tenza, también llamado Juan Fajardo de Guevara (Murcia, ¿?-La Coruña, 4 de julio de 1631[5]), I marqués de Espinardo,[6][2] señor de las villas de Ontur, Albatana y Mojón Blanco, IV señor de Espinardo, señor consorte de la villa, hacienda y mayorazgo de la Vega de Morata, señor consorte de la villa de Ceutí y del castillo, villa, casa y mayorazgo de Monteagudo, comendador de Montalbanejo en la Orden de Calatrava, capitán general del Reino de Galicia, general de la Guardia del Estrecho de Gibraltar.

Contrajo matrimonio, el 24 de mayo de 1615, con su prima hermana Leonor María Fajardo de la Cueva, señora de la villa, hacienda y mayorazgo de la Vega de Morata, señora de la villa de Ceutí y del castillo, villa, casa y mayorazgo de Monteagudo. Le sucedió su hijo:
- Diego Ambrosio Fajardo de Guevara (m. 1649),[5] II marqués de Espinardo[9][8] caballero de la orden de Calatrava en 1632,[5] señor de las villas de Ontur, Albatana y Mojón Blanco, de la villa, hacienda y mayorazgo de la Vega de Morata, de la villa de Ceutí y del castillo, villa, casa y mayorazgo de Monteagudo, menino de la reina en 1648.

Sin descendencia, le sucedió su hermana:
- Luisa Antonia Fajardo de Guevara y Córdoba (n. 1580[10]-¿?), III marquesa de Espinardo,[8] señora de las villas de Ontur, Albatana y Mojón Blanco, de la villa, hacienda y mayorazgo de la Vega de Morata, de la villa de Ceutí y del castillo, villa, casa y mayorazgo de Monteagudo.

Casó con Luis Felipe Ladrón de Guevara y Zúñiga, señor del mayorazgo de las villas de Castroserna y Fuentealmejír y mayorazgo de Madrid, caballero de la Orden de Santiago. Cedió el mayorazgo de Espinardo y el título marquesal en 1652 a favor de su primogénito:
- Juan Manuel Fajardo de Guevara (baut. 16 de enero de 1635-1654), IV marqués de Espinardo,[12]

Casó, en 1652, con Isabel María Chacón y Ayala (Vitoria, 1640-¿?), hija de Juan Chacón y Ponce de León, IV señor de Polvoranca, y de su esposa Catalina de Ayala Osorio de Córdoba. Después de enviudar y con diecinueve años, Isabel María ingresó en el convento de las Descalzas Reales en Madrid. Le sucedió su hermano:
- Juan Antonio Fajardo de Guevara (1636-Batalla de Ameixial, 8 de junio de 1663), V marqués de Espinardo,[13] señor de las villas de Ontur, Albatana y Mojón Blanco, de la villa, hacienda y mayorazgo de la Vega de Morata, de la villa de Ceutí y del castillo, villa, casa y mayorazgo de Monteagudo, y del mayorazgo de las villas de Castroserna y Fuentealmejír y mayorazgo de Madrid, gentilhombre de cámara de Juan José de Austria y capitán de sus guardias.

Casó, en Madrid (iglesia de San Sebastián) el 23 de agosto de 1655, con Ana María Duque de Estrada y Enríquez de Guzmán, hija de Juan Francisco Duque de Estrada y Portocarrero, señor de la casa de Estrada, y de Ana María Guardiola Enríquez de Guzmán y Aragón. A los dos meses de enviudar, su esposa contrajo un segundo matrimonio con Gaspar de Teves y Tello de Guzmán, I marqués de la Fuente del Torno y I conde de Benazuza. Le sucedió su hijo:
- José de Guevara Fajardo y Duque de Estrada, también llamado José Antonio de Guevara y Portocarrero,[16] (Parroquia de San Andrés, Madrid, 1660-Madrid, 1680),[16] VI marqués de Espinardo,[16] señor de las villas de Ontur, Albatana y Mojón Blanco, de la villa, hacienda y mayorazgo de la Vega de Morata, de la villa de Ceutí y del castillo, villa, casa y mayorazgo de Monteagudo, y del mayorazgo de las villas de Castroserna y Fuentealmejír y mayorazgo de Madrid, gentilhombre de cámara de Su Majestad.

Casó con Ana de los Ríos y Argote de quien tuvo un hijo, Diego de Guevara de los Ríos, que «se ahogó de tierna edad en un estanque». Le sucedió su prima, hija de Alonso Ortiz de Zúñiga y Leyva y de su esposa Juana Antonia Fajardo de Guevara, tercera hija del primer marqués:
- Ana Ortiz de Zúñiga y Fajardo (baut. iglesia de San Andrés, Madrid, 15 de octubre de 1644-Madrid, 6 de febrero de 1725, enterrada en el Convento de las Descalzas Reales de Madrid), VII marquesa de Espinardo,[19] señora de las villas de Ontur, Albatana y Mojón Blanco, de la villa, hacienda y mayorazgo de la Vega de Morata, de la villa de Ceutí y del castillo, villa, casa y mayorazgo de Monteagudo.

Casó, el 14 de noviembre de 1661, con Diego Manuel de Vera Alburquerque, VII señor de los mayorazgos de Palazuelo y Carija, etc, y del mayorazgo de Alburquerque en Mérida, regidor perpetuo de Mérida, caballero de la Orden de Alcántara, gentilhombre de boca del rey, visitador general, regidor y alcalde por Mérida en 1660, gobernador de Gata y gobernador de Villanueva de la Serena, viudo de María Messía de Ocampo. Le sucedió su hijo:
- Juan Alonso de Vera Alburquerque y Fajardo (baut. Villanueva de la Serena, 23 de septiembre de 1669[18]-Comayagua, 1748),[21] VIII marqués de Espinardo desde 1695 por renuncia de su madre,[22] señor de las villas de Ontur, Albatana y Mojón Blanco, de la villa, hacienda y mayorazgo de la Vega de Morata, de la villa de Ceutí y del castillo, villa, casa y mayorazgo de Monteagudo, VIII señor de los mayorazgos de Palazuelo y Carija, etc, y del mayorazgo de Alburquerque en Mérida, regidor perpetuo de Mérida y caballero de la Orden de Santiago en 1690.[22] Fue gobernador y capitán general de la Isla Margarita (1724-1730), después gobernador de Santa Marta (1733-1736) y gobernador, junto a Alonso de Heredia, de Nicaragua y Honduras.[23]

Casó, en la iglesia de San Ginés, Madrid, el 22 de mayo de 1689, con Antonia Manuela de Varona y Chumacero (baut. San Benito, Valladolid, 19 de junio de 1665-Mérida, 24 de marzo de 1714), señora de la Casa Fuerte de Varona, en el valle de Valdivielso, Burgos. Le sucedió su hijo:
- Diego Manuel de Vera Fajardo y Varona (baut. Mérida, 22 de enero de 1693-Burgos, 1758),[24] IX marqués de Espinardo, señor de las villas de Ontur, Albatana y Mojón Blanco, de la villa, hacienda y mayorazgo de la Vega de Morata, de la villa de Ceutí y del castillo, villa, casa y mayorazgo de Monteagudo, IX señor de los mayorazgos de Palazuelo y Carija, etc, y del mayorazgo de Alburquerque en Mérida, gentilhombre de cámara del rey, intendente de Burgos y de su provincia.

Casó en primeras nupcias, en Santa María la Mayor, Cáceres, 24 de septiembre de 1717, con Antonia María de Cáceres Quiñones y Vela (n. Cáceres, 26 de agosto de 1672), hija de Jorge Francisco de Cáceres Quiñones y Aldama y de Clara María Vela Maldonado y Bullón. Contrajo un segundo matrimonio en Salamanca el 15 de agosto de 1734 con Andrea de Moctezuma Nieto de Silva (Salamanca, 1717-Salamanca, 1746), hija de Francisco de Moctezuma de Torres Carvajal y Monroy (n. 1691) y de Isabel María Nieto de Silva Pacheco y Guzmán-, IX marquesa de Flores Dávila, VIII marquesa de Cerralbo, V condesa de Villalobos y IV condesa de Alba de Yeltes. Después de enviudar, volvió a casar con en 1748 con Josefa Manuela Gutiérrez de Salamanca. Le sucedió su hijo del primer matrimonio:
- Francisco Antonio de Vera y Quiñones, X marqués de Espinardo,[28] señor de las villas de Ontur, Albatana y Mojón Blanco, de la villa, hacienda y mayorazgo de la Vega de Morata, de la villa de Ceutí y del castillo, villa, casa y mayorazgo de Monteagudo, X señor de los mayorazgos de Palazuelo y Carija, etc, y del mayorazgo de Alburquerque en Mérida, mayordomo de semana del rey en 1780, que testó en Murcia el 5 de diciembre de 1778.

Casó en primeras nupcias en Santa Catalina, Murcia, el 29 de abril de 1746 con Francisca de Saurín y Galtero, y en segundas con María de la Encarnación de Rocafull y Puxmarín, hija de José Rodrigo Puxmarín y Fajardo, I marqués de Albudeite, viuda y madre de un hijo. Le sucedió su hijo del primer matrimonio:
- Joaquín Alonso Vera de Aragón Tenza y Saurín (baut. Santa Catalina, Murcia, 27 de marzo de 1748-San Martín, Madrid, 4 de agosto de 1787), XI marqués de Espinardo, señor de las villas de Ontur, Albatana y Mojón Blanco, de la villa, hacienda y mayorazgo de la Vega de Morata, de la villa de Ceutí y del castillo, villa, casa y mayorazgo de Monteagudo, XI señor de los mayorazgos de Palazuelo y Carija, etc, y del mayorazgo de Alburquerque en Mérida.

Casó, en Santa Teresa, Murcia, el 26 de septiembre de 1778, con María Teresa Manuel de Villena y Mendoza (baut. Sagrario de Cádiz, 18 de diciembre de 1763-San Pedro, Murcia, 9 de abril de 1799), hija del I marqués del Real Tesoro. Le sucedió su hija:
- María Francisca Vera de Aragón y Manuel de Villena (Murcia, 2 de febrero de 1780-San Sebastián, Madrid, 31 de diciembre de 1836), XII marquesa de Espinardo,[30] según carta de sucesión del rey Carlos IV del 11 de septiembre e 1787,[31] II marquesa del Campillo, señora de las villas de Ontur, Albatana y Mojón Blanco, de la villa, hacienda y mayorazgo de la Vega de Morata, de la villa de Ceutí y del castillo, villa, casa y mayorazgo de Monteagudo, XII señora de los mayorazgos de Palazuelo y Carija, etc, y del mayorazgo de Alburquerque en Mérida, dama de la Real Orden de las Damas Nobles de la Reina María Luisa el 9 de octubre de 1816.

Contrajo un primer matrimonio, en Espinardo el 4 de junio de 1798, con Francisco de Paula Teodoro Fernández de Córdoba y Alagón de la Cerda (baut. San Gil, Zaragoza, 27 de marzo de 1778-2 de diciembre de 1814), V marqués de Peñalba, II marqués de Aguilar de Ebro, XIII conde de Sástago, V conde de Glimes grande de España, conde del Sacro Romano Imperio. Casó por segunda vez en Madrid el 24 de abril de 1816 con Simón Ricardo Wall y Manrique de Lara (Zamora, 18 de octubre de 1783-Madrid, 9 de enero de 1859). Le sucedió su hijo del primer matrimonio:
- Joaquín María Fernández de Córdoba y Vera de Aragón (Zaragoza, 14 de septiembre de 1799-Madrid, 17 de enero de 1857), XIII marqués de Espinardo,[30] VI marqués de Peñalba, IV marqués de Aguilar de Ebro, XIV conde de Sástago, VI conde de Glimes grande de España, prócer del reino, diputado a cortes y senador vitalicio.[30]

Contrajo un primer matrimonio, en Madrid el 15 de mayo de 1822, con Francisca de Paula de Magallón y Rodríguez de los Ríos (Madrid, 7 de mayo de 1797-Burdeos, 22 de abril de 1824), VII marquesa de Castelfuerte. Casó en segundas nupcias, en Madrid el 12 de julio de 1830, con María de la Soledad Bernaldo de Quirós y Colón de Larreátegui (Madrid, 6 de junio de 1810-Madrid, 6 de julio de 1857). Le sucedió su hija de su segundo matrimonio:
- María de la Soledad Antonia Fernández de Córdoba y Bernaldo de Quirós (Madrid, 26 de septiembre de 1833-8 de abril de 1905),  XIV marquesa de Espinardo,[30] VII marquesa de Peñalba, VI marquesa de Aguilar de Ebro, XV condesa de Sástago y condesa del Sacro Romano Imperio y dama de la Real Orden de las Damas Nobles de la Reina María Luisa.[30]

Casó, en Madrid el 20 de julio de 1857, con José María Escrivá de Romaní y Dusay (Barcelona, 26 de junio de 1825-Barcelona, 6 de marzo de 1890), III marqués de Monistrol de Noya, II marqués de San Dionís y XIV barón de Beniparrell y de Prullens. Le sucedió su nieta, hija de Joaquín Escrivá de Romaní y Fernández de Córdoba (Madrid, 23 de junio de 1858-Sant Feliú de Llobregat, 14 de septiembre de 1897), VII marqués de Aguilar de Ebro, IV marqués de Monistrol de Noya, III marqués de San Dionís, XV barón de Beniparrell y senador vitalicio, que falleció antes que su madre, y de su esposa María del Pilar de Sentmenat y Patiño Despujol y Osorio (Barcelona, 16 de junio de 1860-Madrid, 1 de diciembre de 1927), I condesa de Alcubierre, grande de España.
- María de Lourdes Escrivá de Romaní y de Sentmenat (3 de febrero de 1897-26 de julio de 1985), XV marquesa de Espinardo.[32]

Casó en primeras nupcias, el 23 de febrero de 1922, con Pascual Díez de Rivera y Casares (Madrid, 8 de mayo de 1889-Madrid, 30 de abril de 1952), II marqués de Valterra, hijo de Ildefonso Díez de Ribera y Muro y de su esposa Ramona Casares y Bustamante y hermano menor de Alfonso Diez de Rivera y Casares, II conde de Biñasco, y de Ramón Díez de Ribera y Casares, II marqués de Huétor de Santillán y I marqués pontificio de Valeriola. Contrajo un segundo matrimonio, que fue anulado en 1979, con Luis Pizarro y Tejero. Le sucedió por cesión su hija:
- María del Pilar Díez de Rivera y Escrivá de Romaní (1923-Madrid, 30 de diciembre de 1982), XVI marquesa de Espinardo,[33][34] III marquesa de Valterra.[33]

Casó, en Madrid el 27 de junio de 1946, con Pedro de Alcántara de Churruca y de la Plaza (San Sebastián, 6 de enero de 1918-2 de febrero de 2012), V marqués de Aycinena. Le sucedió su hijo:
- Pascual de Churruca y Díez de Rivera (n. Madrid, 15 de octubre de 1952), XVII y actual marqués de Espinardo.[33][35]

Casado con María de las Mercedes López-Montenegro y Santo-Domingo, padres de Álvaro y Jorge de Churruca y López-Montenegro.